# ريكاردو أدولفو دي لا جوارديا أرانغو
ريكاردو أدولفو دي لا جوارديا أرانغو (بالإسبانية: Ricardo Adolfo de la Guardia)‏ (و. 1899 – 1969 م) هو سياسي من بنما .

## روابط خارجية
- ريكاردو أدولفو دي لا جوارديا أرانغو على موقع الموسوعة البريطانية (الإنجليزية)